# Longinusturm
Der Longinusturm ist ein 32 Meter hoher Aussichtsturm auf dem Westerberg (188,7 m ü. NHN), der höchsten Erhebung der im nordrhein-westfälischen Westmünsterland gelegenen Baumberge. Er steht unweit von Baumberg, einer Bauerschaft der im Kreis Coesfeld gelegenen Gemeinde Nottuln.
Der Turm wurde vom Baumberge-Verein zwischen 1897 und 1900 errichtet. Als Baumaterial diente Baumberger Kalksandstein, der noch heute in nahen Steinbrüchen abgebaut wird. Vom Turm bietet sich die Aussicht zum Beispiel in die Baumberge und die Westfälische Bucht.

## Turmbeschreibung und -geschichte
Benannt ist der Longinusturm nach „Doktor Longinus“. Hierbei handelte es sich um ein Pseudonym von Friedrich Westhoff, einem Naturforscher in den Baumbergen, Begründer des Baumberge-Vereins und Initiator zum Bau des Turms. Der Longinusturm befindet sich im Besitz des Baumberge-Vereins. Seine Grundsteinlegung fand am 19. September 1897 statt, seine Einweihung am 5. August 1900.
Der Longinusturm diente von 1944 bis 1945, den zwei letzten beiden Jahren des Zweiten Weltkrieges, militärischen Zwecken. Er wurde aufgrund des Reichsleistungsgesetzes beschlagnahmt. Auf der Aussichtsplattform in 24 m Höhe wurden Ortungsgeräte (Radar) zur frühzeitigen Erkennung anfliegender feindlicher Luftwaffeneinheiten und -verbände installiert. Das Kommando stellte das Luftwaffen-Nachrichten-Regiment 2 in Münster-Gremmendorf. Beim Vormarsch der US-Amerikaner und bei der Besetzung der Baumberge erhielt der Turm an der Nordwestecke einen Artillerietreffer.

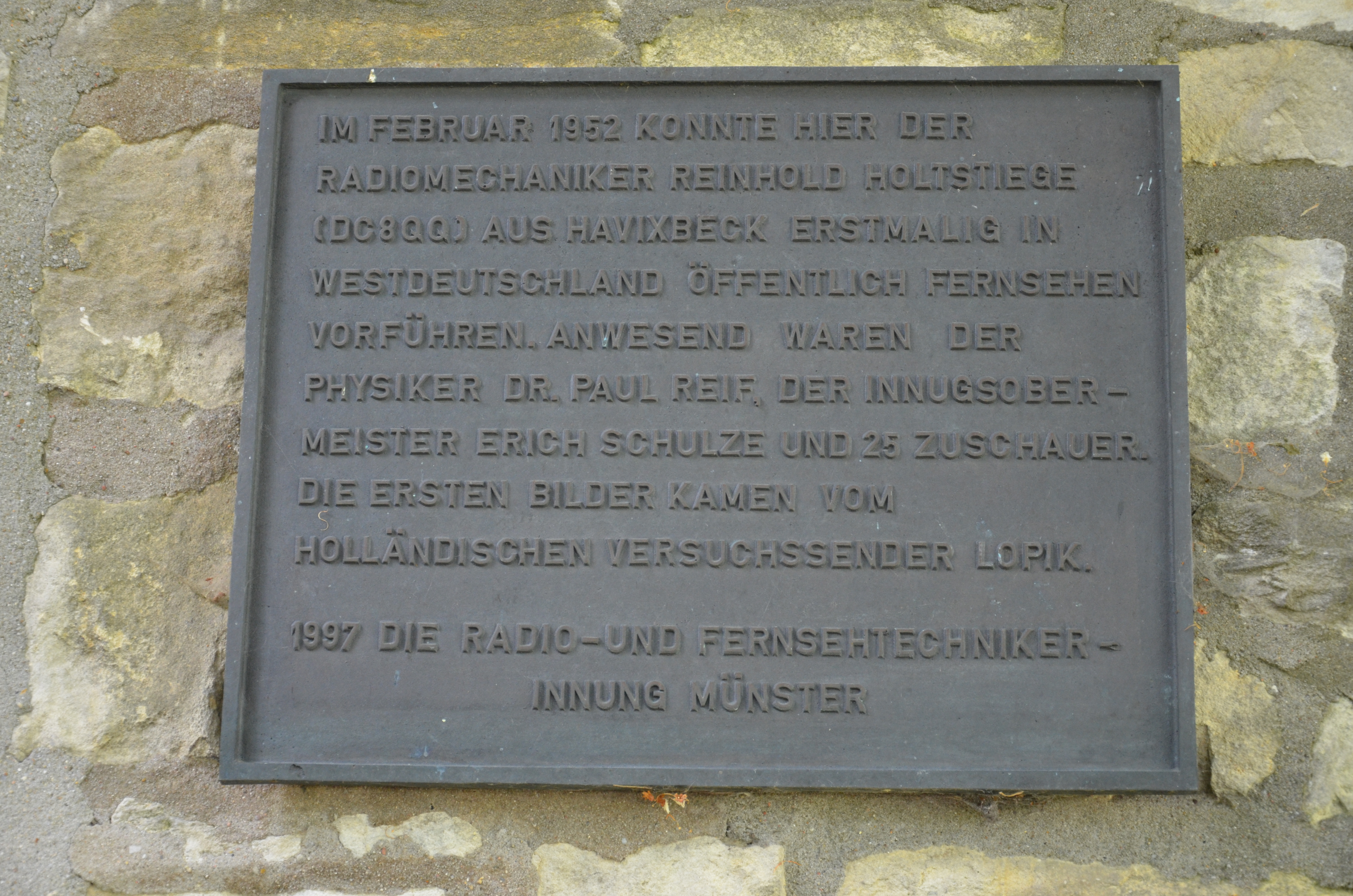
Plakette zum ersten Fernsehempfang

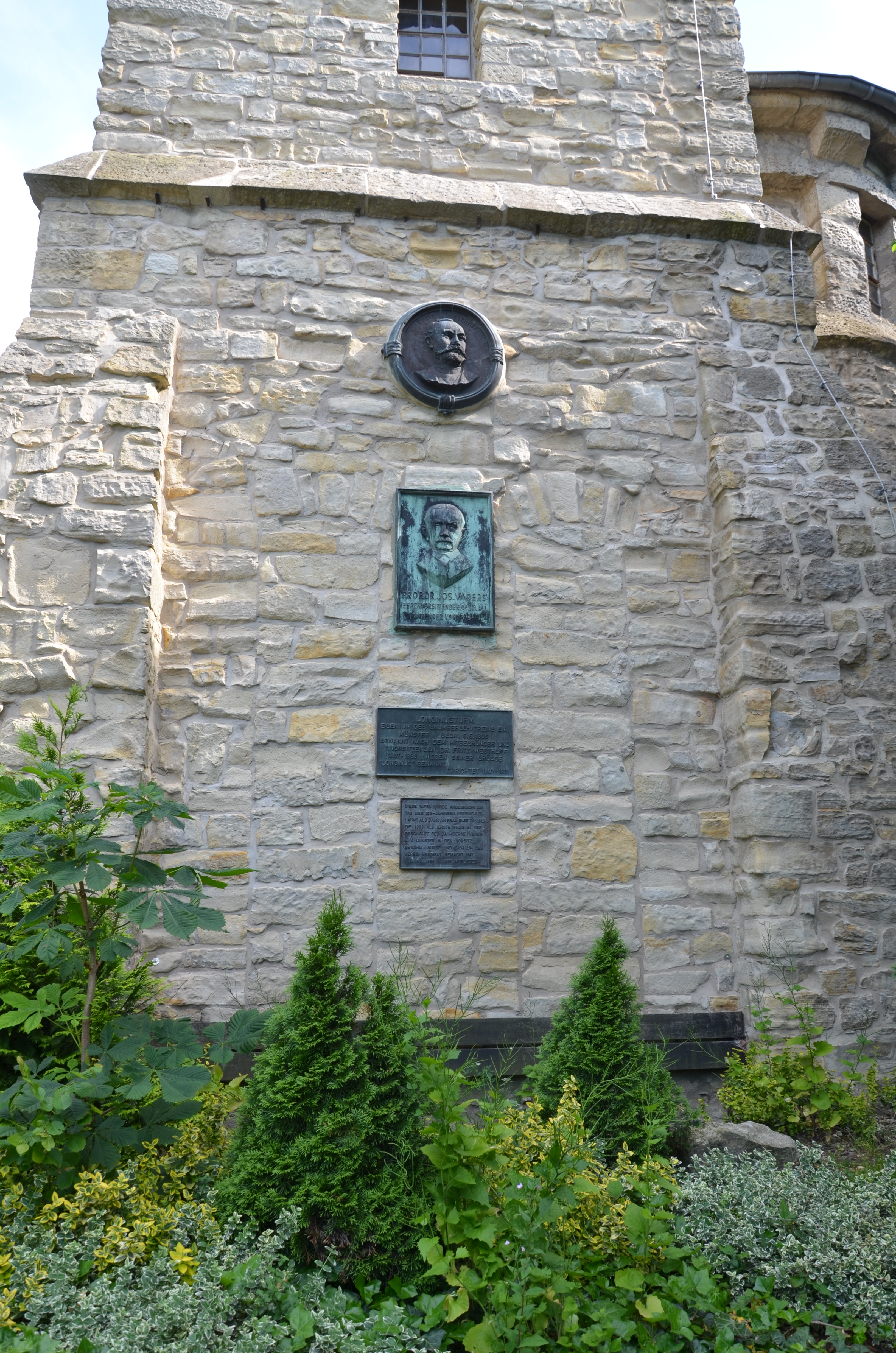
Plaketten am Fuß des Turms

Anfang der 1950er Jahre wurde der Longinusturm für das Fernmeldewesen um einen architektonisch unpassenden Aufbau mit darin integrierter Aussichtsplattform und Antennenanlagen aufgestockt. Auf dem Turm führte der Fernsehtechnikermeister Reinhold Holtstiege im Jahr 1952 erstmals in Westdeutschland öffentlich Fernsehen vor. Da der Turm seinerzeit über keinen Stromanschluss verfügte, erfolgte die Stromversorgung des Geräts über einen Umformer, der von einer Autobatterie gespeist wurde. Die reguläre Ausstrahlung von Rundfunk- und Fernsehprogrammen erfolgte später jedoch nicht vom Longinusturm selber, sondern von dem in unmittelbarer Nachbarschaft befindlichen Sender Nottuln. Die Programmmodulation wurde vom Funkhaus in Köln kabelgebunden nach Münster übermittelt und von dort über eine provisorische Richtfunkstrecke mit Antennen an einem Holzgerüst am Longinusturm empfangen, um von dort erneut über Kabelleitungen zum wenige hundert Meter entfernten UKW-Sender weitergeleitet zu werden. Die Richtfunkverbindung wurde später durch ein Fernsprechkabel ersetzt.
Am Abend des 18. Januar 1979 wurde von rechtsradikalen Tätern ein Sprengstoffanschlag auf den Longinusturm verübt, um die Ausstrahlung des vierteiligen US-amerikanischen Fernsehfilms Holocaust – Die Geschichte der Familie Weiss im Dritten Fernsehprogramm zu verhindern. Peter Naumann, Rechtsterrorist und später Politiker der NPD, zündete mit zwei Komplizen während der Ausstrahlung der einführenden Dokumentation Endlösung zwei Sprengsätze am Longinusturm sowie am Sendemast des Senders Koblenz. Es entstand ein erheblicher Sachschaden an der Ausrüstung des von der Deutschen Bundespost mit Fernmeldeeinrichtungen genutzten Longinusturmes. Auf das Fernsehprogramm am Standort Nottuln hatte der Anschlag keine Auswirkung, da von hier keinerlei Sendungen ausgestrahlt wurden; bundesweit waren durch die Anschläge jedoch etwa hunderttausend Fernsehgeräte durch einen Programmausfall des Senders Koblenz betroffen. Der Sprengstoffanschlag gilt als einer der ersten rechtsterroristischen Aktionen im Nachkriegsdeutschland.
Im Jahre 1991 wurde der Longinusturm in die Denkmalliste Nottulns eingetragen und 1992 eine Windmessanlage am Turm angebracht. In der Nachbarschaft wurden von 1993 bis 1994 zwei Windkraftanlagen und eine weitere Sende-Anlage errichtet.
Seit 2007 werden Schritt für Schritt umfangreiche Renovierungsarbeiten am Turm durchgeführt. Die Kosten der Renovierungsarbeiten beliefen sich nach Auskunft des "Turmwarts" zwischen 2007 und 2014 auf rund 400.000 Euro. Beim Aufbringen der finanziellen Mittel erhielt der Baumberge-Verein Unterstützung von der NRW-Stiftung.
Neben verschiedenen Telefonanbietern nutzen auch die Bundes- und Landespolizei die bis zu 38,5 Meter Höhe aufragende Antennenanlage des Turms, wodurch der Baumberge-Verein jährlich einige Tausend Euro Einnahmen verzeichnen kann.
Im Frühjahr 2016 eröffnete das 18|97 Café am Longinusturm. In die dafür notwendigen Umbaumaßnahmen investierte der Baumberge-Verein 180.000 Euro.

## Aussichtsmöglichkeit
Von der Aussichtsplattform des Longinusturms eröffnet sich ein Rundumpanorama weit über die Baumberge hinaus. Unter anderem sind folgende Ortschaften, Regionen und Landmarken zu sehen:
| Billerbeck (Westnordwesten)                                               | Emsland (Norden)                            | Teutoburger Wald (Nordosten) Havixbeck (Ostnordosten) |
| Niederlande (Westen)                                                      | Kompassrose, die auf Nachbargemeinden zeigt | Münster (Osten)                                       |
| Die Berge (Westsüdwesten)Rekener Berge (Südwesten) Nottuln (Südsüdwesten) | Ruhrgebiet (Süden)                          | Sauerland (Südosten)                                  |

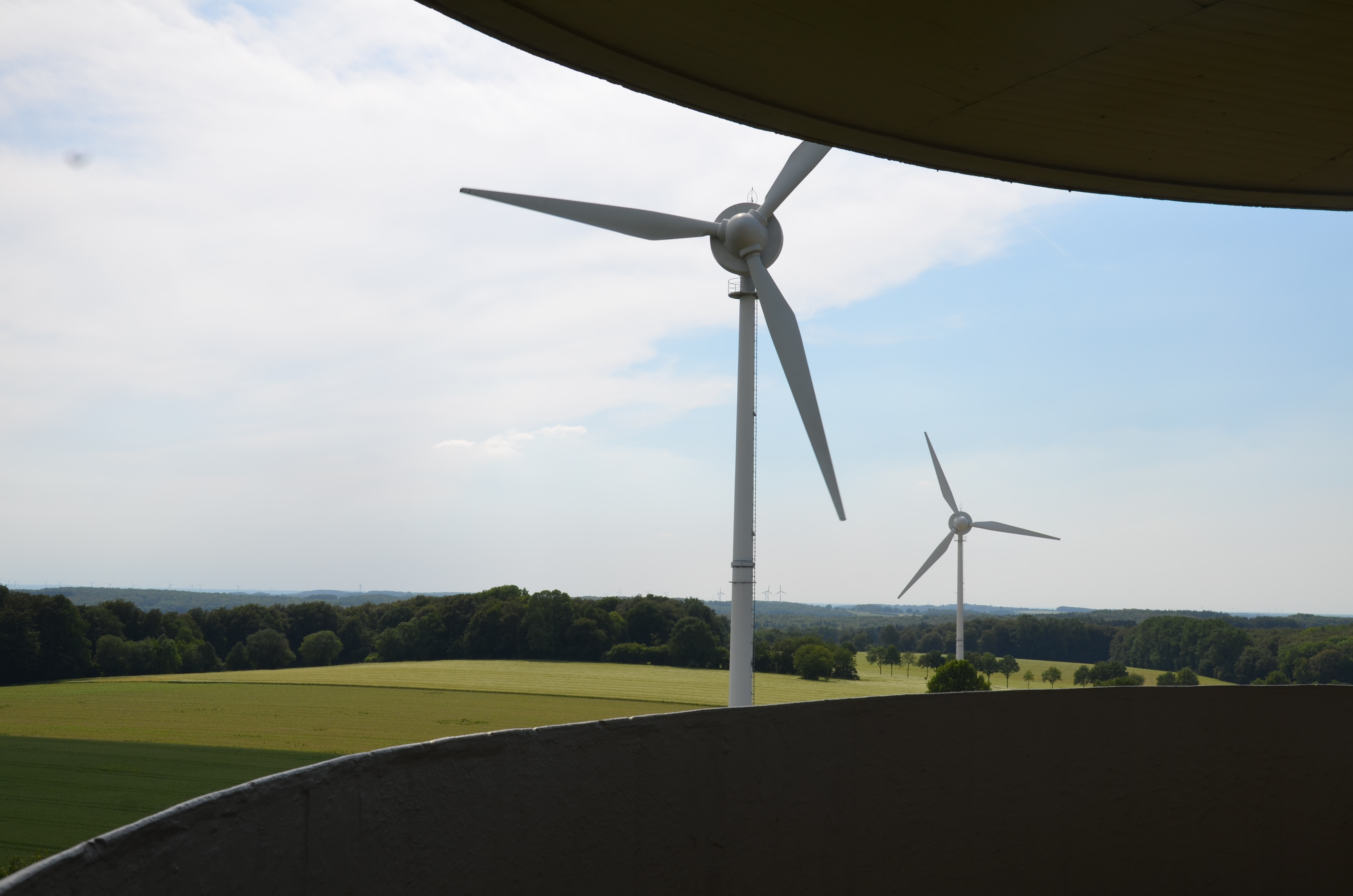
Aussichtsebene mit Blick auf die benachbarten Windräder
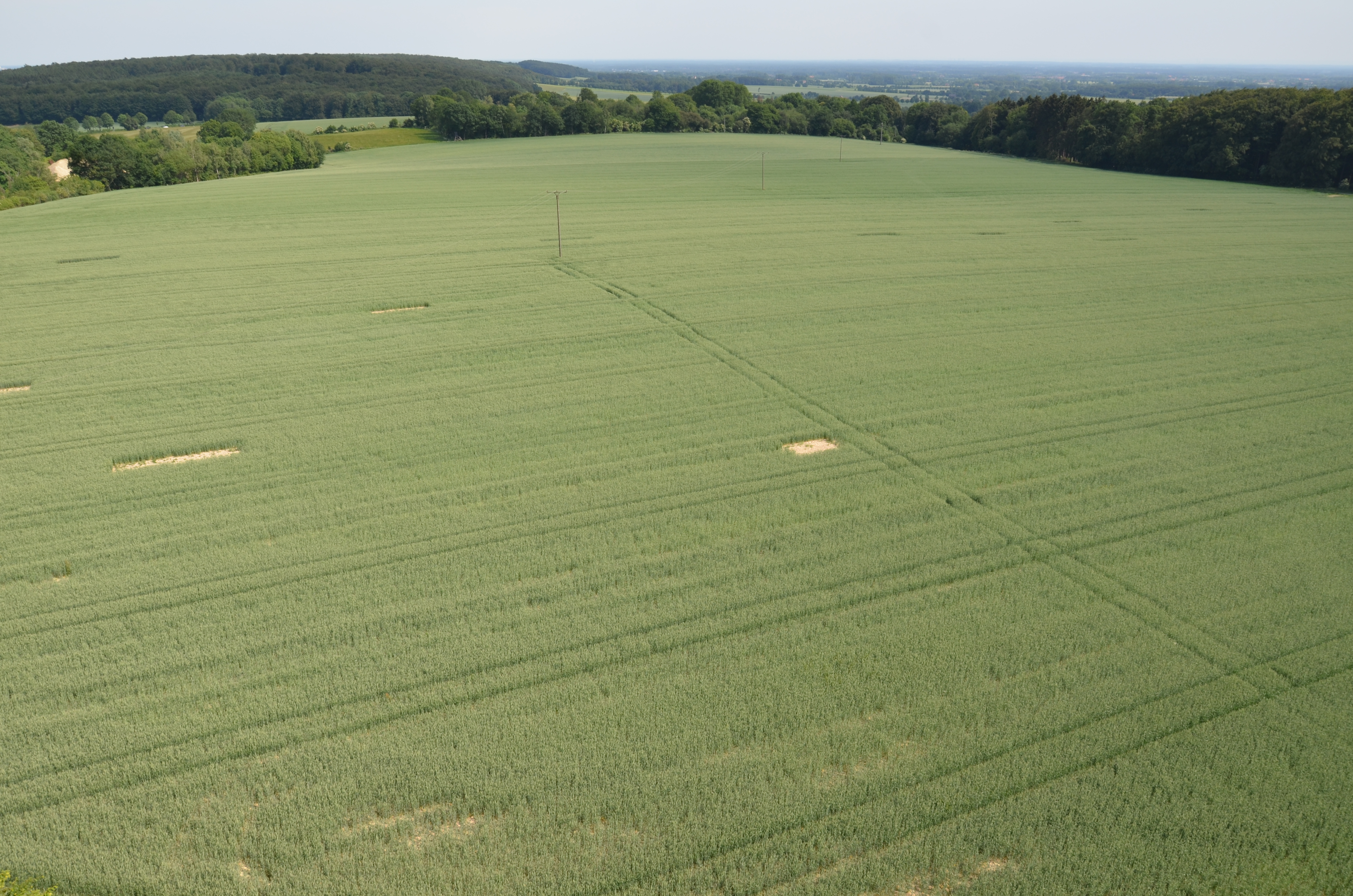
Ausblick Richtung Südosten
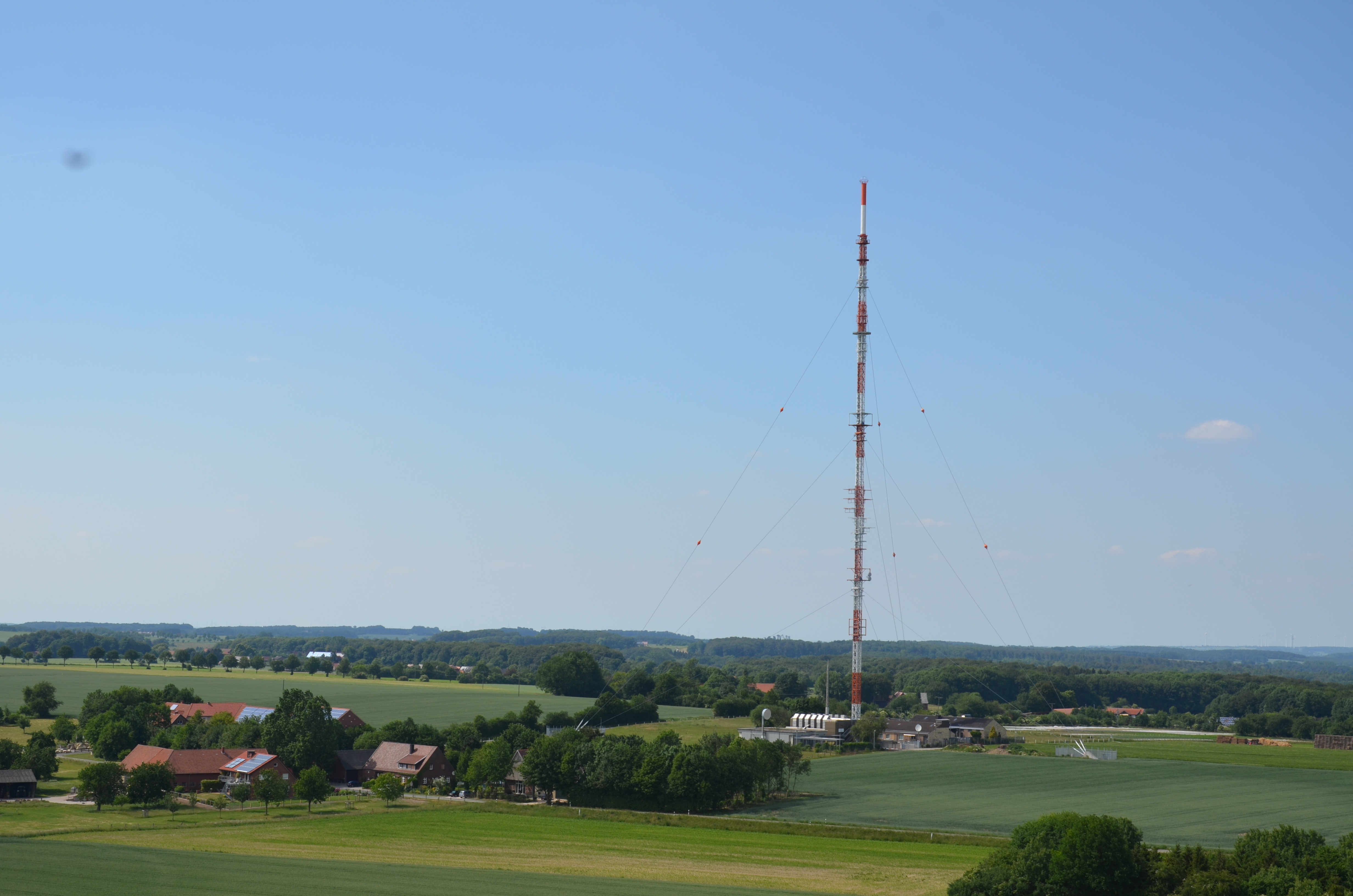
Blick auf den Sendemast